# Internet en Inde
En 2016, l'Inde représente la 2e population d'internautes au monde après celle de la Chine et compte 333 millions de personnes d'utilisateurs actifs (24 % des Indiens), c'est-à-dire l'ayant utilisé au moins une fois dans le mois,une proportion faible comparé à la moyenne mondiale de 47 %, mais le pays connait une forte croissance du nombre d'internautes (+32 % entre octobre 2013 et octobre 2014) ; les principaux freins à la démocratisation de l'Internet en Inde sont l'accès à l'électricité, la rareté des lignes fixes, l'absence de claviers adaptés aux langues locales, et la barrière de la langue pour ce qui est du contenu présent sur l'Internet, l'anglais n'étant maitrisé que par 11 % des Indiens alors que 42 % des ruraux préfèrent utiliser l'Internet uniquement dans leurs langues locales. Ainsi, en campagne, 43 % des non-utilisateurs de l'Internet déclarent qu'ils pourraient en devenir des utilisateurs si le contenu était fourni dans leur langue local, de même que 13,5 % en ville.
En juin 2013 il y avait 149 millions d'utilisateurs actifs d'Internet (111 millions en juin 2012, soit 34 % d’augmentation en un an), dont 108 millions en ville (80 millions en juin 2012, soit 35 % d'augmentation en un an) et 41 millions en campagne (31 millions en juin 2012, soit 32 % d'augmentation).
En campagne, 84 % des utilisateurs actifs utilisent l'anglais pour accéder à des contenus en ligne, 26 % l'hindi, 18 % le marathi et 11 % le tamoul ; en ville, également, 60 % des utilisateurs accèdent au contenu en ligne en hindi suivi par le tamoul et le marathi.
L'Inde est également le 4e pays en nombre de rechercheurs (ceux qui recherchent sur les moteurs de recherche) uniques sur Internet avec 67,5 millions de personnes, après la Chine, les États-Unis et le Japon, en croissance forte de 28 % en 2013.